# Neil LaBute
Neil LaBute (Detroit, Míchigan, Estados Unidos, 19 de marzo de 1963) es un director de cine, guionista y dramaturgo estadounidense.

## Biografía
Nacido en Detroit, Míchigan, LaBute fue criado en Spokane (Washington). Estudió teatro en la Universidad Brigham Young (BYU), donde se unió a la Iglesia de Jesucristo de los Santos de los Últimos Días. En BYU conoció al actor Aaron Eckhart, quien más tarde interpretaría papeles principales en varios de sus filmes. LaBute produjo varias obras que contrastaban con el ambiente religiosamente conservador de la universidad, algunas de las cuales fueron canceladas antes de su estreno. También realizó trabajo de posgrado en la Universidad de Kansas, Universidad de Nueva York y en la Royal Academy.
En 1993, LaBute regresó a la Brigham Young University para estrenar su obra En compañía de hombres, por la cual recibió un premio de la Association for Mormon Letters. Enseñó drama y cine en la Indiana University-Purdue University Fort Wayne, en Fort Wayne (Indiana), donde realizó una adaptación de su obra al cine. La filmación duró dos semanas y costó $20.000, con lo que inició su carrera como director de cine. La película ganó el Filmmakers Trophy en el Festival de Cine de Sundance y también obtuvo premios y nominaciones en el Festival de Cine de Deauville, los Independent Spirit Awards, el Festival Internacional de Cine de Tesalónica, los Society of Texas Film Critics Awards y los New York Film Critics Circle.
LaBute ha recibido críticas positivas por sus afiladas e inquietantes representaciones de las relaciones humanas. En compañía de hombres muestra dos hombres de negocios misóginos que cruelmente conspiran para enamorar y destruir emocionalmente a una mujer sorda. Su siguiente filme, Your Friends & Neighbors, con un reparto que incluía a Aaron Eckhart y Ben Stiller, fue un impactante y honesto retrato de la vida sexual de tres parejas suburbanas. En 2002, escribió una obra fuera de Broadway titulada Bash: Latter-Day Plays, un conjunto de tres obras cortas (Iphigenia in orem, A gaggle of saints y Media redux), la cual muestra miembros esencialmente buenos de la Iglesia de Jesucristo de los Santos de los Últimos Días actuando violentamente. La obra provocó la expulsión de LaBute de la Iglesia.
Su obra The Mercy Seat de 2002 fue una de las primeras respuestas teatrales a los atentados del 11 de septiembre de 2001. Ambientada en el 12 de septiembre de 2001, cuenta la historia de un hombre que trabajaba en el World Trade Center pero que durante el ataque se encontraba lejos de la oficina con su amante. Esperando que su familia crea que murió en la caída de las torres, él contempla la posibilidad de usar la tragedia para huir e iniciar una nueva vida con su amante. Protagonizada por Liev Schreiber y Sigourney Weaver, la obra fue un éxito tanto comercial como de crítica, en gran parte debido a la voluntad de confrontar los mitos que muchos neoyorquinos habían construido para consolarse a sí mismos luego de los ataques.
Su filme The Wicker Man, es una versión estadounidense del filme británico del mismo nombre. La película, su primer trabajo de horror, fue protagonizada por Nicolas Cage y Ellen Burstyn y fue lanzada el 1 de septiembre de 2006 por Warner Bros. El filme recibió críticas negativas y tuvo una taquilla mediocre.
Su película Some Velvet Morning, estrenada en diciembre de 2013, muestra un retorno de LaBute al tipo de escritura y estilo fílmico que le dieron renombre. A diferencia de algunos de sus filmes más conocidos, no se basa en una obra teatral previa pero tiene un marcado estilo teatral.

## Filmografía
- Dirty Weekend (2015)
- Some Velvet Morning (2013)
- Stars in Shorts (2012)
- Death at a Funeral (2010)
- Lakeview Terrace (2008)
- The Wicker Man (2006)
- The Shape of Things (2003)
- Possession (2002)
- Nurse Betty (2000)
- Tumble (2000, cortometraje)
- Your Friends & Neighbors (1998)
- En compañía de hombres (1997)

## Producciones teatrales
- How to Fight Loneliness (2016)
- The Way We Get By (2015)
- Money Shot (2014)
- Reasons to be happy (2013)
- In a Forest, Dark and Deep (2011)
- Filthy Talk for Troubled Times (2010)
- The Break of Noon (2010)
- The Furies (2009)
- Some White Chick (2009)
- The New Testament (2009)
- Helter Skelter (2008)
- Land of the Dead (2008)
- Reasons to be pretty (2008)
- In A Dark Dark House (2007)
- Wrecks (2005)
- Some Girl(s) (2005)
- This Is How It Goes (2005)
- Fat Pig (2004)
- Autobahn
- Merge (2003)
- The Mercy Seat (2002)
- The Distance From Here (2002)
- The Shape of Things (2001)
- Bash: Latter-Day Plays (1999)
- En compañía de hombres (1992)
- Filthy Talk For Troubled Times